# Mitchell Butler
Mitchell Leon Butler (Los Ángeles, California; 15 de diciembre de 1970) es un exjugador de baloncesto estadounidense que disputó ocho temporadas en la NBA, además de jugar en la CBA, la ABA 2000 y la liga lituana. Con 1,96 metros de estatura, jugaba en la posición de escolta.

## Trayectoria deportiva

### Universidad
Jugó durante cuatro temporadas en los Bruins de la Universidad de California en Los Ángeles, en las que promedió 7,9 puntos y 3,7 rebotes por partido. Jugó 130 partidos como universitario, entonces récord de los Bruins, figurando hoy en día en la quinta posición.

#### Estadísticas
| Temporada | Equipo | Conf.  | Partidos | MIN  | TC  | TCA | %TC  | 3P  | 3PA | %3P  | TL  | TLA | %TL  | REB | ASIS | ROB | TAP | PER | FP  | PTS |
| 1989-90   | UCLA   | Pac-10 | 33       | 18.1 | 2.4 | 4.4 | .538 | 0.1 | 0.3 | .182 | 1.4 | 2.2 | .625 | 2.8 | 1.4  | 0.7 | 0.2 | 1.4 | 2.5 | 6.2 |
| 1990-91   | UCLA   | Pac-10 | 32       | 21.8 | 3.2 | 5.9 | .548 | 0.2 | 0.8 | .240 | 1.3 | 2.3 | .556 | 2.4 | 1.5  | 1.0 | 0.5 | 1.3 | 2.5 | 7.9 |
| 1991-92   | UCLA   | Pac-10 | 33       | 25.6 | 3.3 | 6.7 | .489 | 0.5 | 1.7 | .263 | 1.0 | 2.2 | .451 | 4.2 | 1.8  | 1.1 | 0.4 | 1.5 | 2.9 | 8.0 |
| 1992-93   | UCLA   | Pac-10 | 32       | 28.8 | 4.0 | 7.9 | .512 | 0.2 | 1.1 | .176 | 1.3 | 2.4 | .526 | 5.3 | 2.3  | 1.0 | 0.4 | 2.8 | 2.9 | 9.5 |
| Total     | UCLA   |        | 130      | 23.5 | 3.2 | 6.2 | .519 | 0.2 | 1.0 | .228 | 1.2 | 2.3 | .539 | 3.7 | 1.8  | 1.0 | 0.4 | 1.8 | 2.7 | 7.9 |

### Profesional
Tras no ser elegido en el Draft de la NBA de 1993, fichó como agente libre por los Washington Bullets, donde jugó tres temporadas como suplente de Calbert Cheaney, siendo la mejor de ellas la 1994-95, en la que promedió 7,9 puntos y 2,2 rebotes por partido.
En 1996 fue traspasado junto con Rasheed Wallace a Portland Trail Blazers a cambio de Rod Strickland y Harvey Grant. Pero apenas contó para su entrenador, P.J. Carlesimo, jugando menos de 10 minutos por partido, promediando 3,0 puntos y 1,1 rebotes. Tras renunciar los Blazers a sus derechos, al año siguiente ficharía por los Cleveland Cavaliers, donde en dos temporadas apenas jugó en 40 partidos.
En enero de 2000 haría su única incursión en el baloncesto europeo, fichando con la temporada ya avanzada por el Žalgiris Kaunas de la liga lituana. Allí jugaría también la Euroliga, promediando 12,2 puntos y 2,7 rebotes por partido.
Regresaría a su país al año siguiente, jugando una temporada en la ABA 2000, hasta que en 2001 regresaría a los Blazers con el contrato mínimo. Posteriormente jugó una temporada en los Yakima Sun Kings con los que consiguió el título de liga de la CBA, acabando su carrera jugando una temporada en los Washington Wizards.

## Estadísticas de su carrera en la NBA

### Temporada regular
| Temporada | Edad | Equipo                 | Liga | P   | TIT | MIN  | TC  | TCA | %TC  | 3P  | 3PA | %3P  | TL  | TLA | %TL  | R.OF. | R.DEF. | REB | ASIS | ROB | TAP | PER | FP  | PTS |
| 1993-94   | 23   | Washington Bullets     | NBA  | 75  | 18  | 17.6 | 2.8 | 5.6 | .495 | 0.0 | 0.1 | .000 | 1.4 | 2.4 | .578 | 1.4   | 1.6    | 3.0 | 1.0  | 0.7 | 0.3 | 1.2 | 1.7 | 6.9 |
| 1994-95   | 24   | Washington Bullets     | NBA  | 76  | 5   | 20.4 | 2.8 | 6.7 | .421 | 0.6 | 1.9 | .326 | 1.6 | 2.4 | .665 | 0.6   | 1.7    | 2.2 | 1.2  | 0.8 | 0.1 | 1.4 | 2.0 | 7.9 |
| 1995-96   | 25   | Washington Bullets     | NBA  | 61  | 3   | 14.1 | 1.4 | 3.8 | .384 | 0.2 | 1.0 | .217 | 0.8 | 1.4 | .578 | 0.5   | 1.5    | 1.9 | 1.1  | 0.7 | 0.2 | 1.1 | 1.7 | 3.9 |
| 1996-97   | 26   | Portland Trail Blazers | NBA  | 49  | 1   | 9.5  | 1.1 | 2.6 | .416 | 0.2 | 0.8 | .308 | 0.7 | 1.0 | .640 | 0.4   | 0.7    | 1.1 | 0.6  | 0.3 | 0.0 | 0.6 | 1.1 | 3.0 |
| 1997-98   | 27   | Cleveland Cavaliers    | NBA  | 18  | 0   | 11.4 | 0.8 | 2.6 | .319 | 0.1 | 0.3 | .167 | 0.3 | 0.6 | .600 | 0.3   | 0.9    | 1.2 | 1.0  | 0.4 | 0.0 | 0.4 | 1.4 | 2.1 |
| 1998-99   | 28   | Cleveland Cavaliers    | NBA  | 31  | 1   | 13.5 | 2.2 | 4.5 | .482 | 0.4 | 0.9 | .379 | 0.7 | 1.0 | .719 | 0.4   | 1.0    | 1.4 | 0.7  | 0.5 | 0.1 | 0.9 | 1.3 | 5.4 |
| 2001-02   | 31   | Portland Trail Blazers | NBA  | 11  | 0   | 8.2  | 0.9 | 2.1 | .435 | 0.1 | 0.3 | .333 | 0.7 | 1.1 | .667 | 0.5   | 0.7    | 1.3 | 0.5  | 0.0 | 0.1 | 0.5 | 0.9 | 2.6 |
| 2003-04   | 33   | Washington Wizards     | NBA  | 41  | 4   | 13.5 | 1.3 | 3.0 | .435 | 0.3 | 0.7 | .367 | 0.4 | 0.6 | .625 | 0.6   | 1.1    | 1.7 | 0.8  | 0.5 | 0.1 | 0.6 | 1.3 | 3.3 |
| Total     |      |                        | NBA  | 362 | 32  | 15.1 | 2.0 | 4.5 | .438 | 0.3 | 0.9 | .304 | 1.0 | 1.6 | .623 | 0.7   | 1.3    | 2.0 | 0.9  | 0.6 | 0.1 | 1.0 | 1.6 | 5.2 |

### Playoffs
| Temporada | Edad | Equipo                 | Liga | P | MIN | TCA | TC | 3PA | 3P | TLA | TL | R.OF. | REB | ASIS | ROB | TAP | PER | FP | PTS | %TC  | %3P | %FT | MIN | PTS | REB | AST |
| 1996-97   | 26   | Portland Trail Blazers | NBA  | 2 | 4   | 1   | 2  | 0   | 0  | 0   | 0  | 0     | 1   | 0    | 0   | 0   | 0   | 0  | 2   | .500 |     |     | 2.0 | 1.0 | 0.5 | 0.0 |
| Total     |      |                        | NBA  | 2 | 4   | 1   | 2  | 0   | 0  | 0   | 0  | 0     | 1   | 0    | 0   | 0   | 0   | 0  | 2   | .500 |     |     | 2.0 | 1.0 | 0.5 | 0.0 |